# Китамура, Рюхэй
Рюхэй Китамура (яп. 北村 龍平 Китамура Рю:хэй, род. 30 мая 1969 года в Осаке) — японский кинорежиссёр, сценарист и продюсер.

## Биография
Родился в Осаке. Рюхэй Китамура в детстве проявлял большой интерес к киноискусству, проводя в кинозалах больше времени, чем в общеобразовательной школе. Он покинул Японию в 17 лет и переехал в Сидней.
Своими учителями в кино он считал таких австралийских мастеров как Питер Уир, Джордж Миллер и Рассел Малкэхи. В 17 лет Китамура бросает школу с тем, чтобы стать кинорежиссёром. Уехав в Австралию, юноша учится там в Школе визуального искусства. В 19 лет он её оканчивает. Дипломная работа Китамуры, короткометражный фильм «Выход» (Exit), приносит ему звание «лучшего постановщика года» своего выпуска и премию Kodak Award.
Вернувшись в Японию, Рюхэй Китамура основывает независимую киностудию Napalm Films. В 1997 году с минимальным бюджетом (в 300 тысяч иен) и командой из 6 человек он снимает 50-минутную кинокартину Down to Hell. Снятый 8-миллиметровой кинокамерой фильм завоевал главный приз Indie's Movie Festival. В это время Китамура знакомится с кинопродюсером Ацуро Ватабэ. Ватабэ принял на себя расходы по созданию следующего фильма Китамуры, Heat After Dark (1999), и сыграл в нём главную роль. Ввиду малочисленности японских кинокартин жанра экшн, Китамура начинает работать в этой области киноискусства. Являясь постановщиком и сценаристом малобюджетного фильма Versus — первоначально задуманного как продолжение к Down to Hell — Рюхэй Китамура впервые привлекает к себе широкое внимание как кинокритиков, так и известных продюсеров киноиндустрии. Среди последующих работ Китамуры следует отметить поставленный по манге Цутому Такахаси психологический триллер Alive с Хидэо Сакаки в главной роли, а также участие в 2002 году в проекте продюсера Синъи Каваи Jam Films. В этом проекте Китамура был одним из 7 режиссёров фильма, составленного из отдельных эпизодов (раздел работы Китамуры — The Messenger).
В 2003 году в свет выходит первый бюджетный фильм Китамуры, Azumi, основанный на манга-серии Ю Коямы. Продюсером фильма выступил Матаитиро Ямамото, восхищённо воспринявший одну из прошлых работ Китамуры Versus. Японская поп-певица Ая Уэто, снявшаяся в одной из главных ролей фильма, была номинирована Японской академией киноискусства на премию как лучшая исполнительница главной роли. Следующим большим успехом Китамуры было очередное, 28-е по счёту киновоплощение «Годзиллы». Премьера вышедшего в год пятидесятилетнего юбилея легенды об этом чудовище Godzilla: Final Wars (Годзилла: Финальные войны) состоялась в США 29 ноября 2004 года. Неделей позже фильм был показан и в Японии, где собрал более 1,2 миллиарда иен. В 2008 году на широкий экран выходит такая классика фильмов ужасов как «Полуночный экспресс».
Рюхэй Китамура являлся режиссёром cut-scenes для игры (Metal Gear Solid: The Twin Snakes, . Вопреки расхожему мифу, и согласно IMDB, Рюхей Китамура не имеет отношения к франшизе (Devil May Cry. Настоящим режиссёром т. н. cut-scenes является Юдзи Симомура, работавший вместе с Рюхэем Китамурой над фильмом «Противостояние».

## Личная жизнь
Любимые фильмы Китамуры — «Годзилла против Мехагодзиллы» 1974 года, а любимый персонаж — Кинг Сизар. Лучшим японским фильмом всех времён он считает криминальную драму Сюндзи Иваи «Бабочка махаон», вышедшую на экраны в 1996 году. Рюхэй Китамура свободно владеет английским языком.

## Избранная фильмография
- 1996: Ночная схватка
- 1997: Прямо в ад
- 2000: Противостояние[англ.]
- 2002: Смертник
- 2002: Киноджэм
- 2003: Бог войны
- 2003: Даль небесная
- 2003: Азуми
- 2003: Адский бейсбол (продюсер)
- 2004: Копьё судьбы
- 2004: Годзилла: Финальные войны
- 2007: Любовь и смерть[5]
- 2008: Полуночный экспресс[6]
- 2013: Никто не выжил
- 2014: Люпен III
- 2017: Стрельба по мишеням[7]
- 2018: Кинотеатр кошмаров
- 2020: Малышка с характером
- 2022: Поворот не туда: дом зла